# قانون غيسو
قانون غيسو (بالفرنسية: Loi Gayssot)‏ هو قانون فرنسي اعتمد في 13 يوليو 1990، ويقضي بتجريم إنكار وجود أو حجم الجرائم ضد الإنسانية التي عرَّفها ميثاق لندن سنة 1945 في مادته التاسعة، والتي خضع على أساسها عدد من قادة النازي للمحكمة العسكرية الدولية في نورنبيرغ عامي 1945 و1946.
يعد هذا القانون (الذي اقترحه النائب الشيوعي الفرنسي جان-كلود غيسو) واحداً من عدة قوانين أوروبية تجرم إنكار الهولوكوست، وتنص مادته الأولى على أنه «يحظر أي تمييز قائم على أساس الانتماء أو عدم الانتماء إلى مجموعة عرقية أو أمة أو سلالة أو ديانة». وتختص اللجنة الاستشارية الوطنية لحقوق الإنسان (بالفرنسية: Commission nationale consultative des droits de l'homme)‏ ـ التي أنشئت سنة 1947 ـ بإعداد تقرير علني سنوي عن موقف العنصرية في فرنسا.
وبعد استبعاد روبير فوريسون من موقعه بالجامعة وفقاً لهذا القانون، طعن فوريسون على قانون غيسو باعتباره انتهاكاً لحقه في حرية التعبير المكفول بموجب الميثاق الدولي للحقوق المدنية والسياسية، وقد أيدت لجنة حقوق الإنسان طعن فوريسون، غير أنها ذكرت أن قانون غيسو قد يكون أوسع نطاقاً مما ينبغي.

## وصلات خارجية
نص القانون بالفرنسية